# 印欧語源辞典
印欧語源辞典（Indogermanisches etymologisches Wörterbuch）はユリウス・ポコルニーが編纂した印欧語の語源学の解説を行った辞典である。1959年刊行。喉音理論やトカラ語、アナトリア語派の例が反映されておらずやや古いが、替わる辞書もないため現在もよく参照される。
- French & European Publications (1969), ISBN 0828866023
- Francke 4th ed. (2002), 5th ed. (2005), ISBN 3772009476